# Super Light
Super Light, född 2 maj 1998 i Sverige, är en svensk varmblodig travhäst. Han tränades och kördes av Jörgen Westholm under större delen av sin karriär.
Super Light tävlade åren 2001–2010 och sprang in 11,5 miljoner kronor på 142 starter varav 38 segrar. Bland hans främsta meriter räknas segrarna i Konung Carl XVI Gustafs Silverhäst (2004), Prix du Bourbonnais (2005, 2006), Oslo Grand Prix (2007) och en femteplats i Elitloppet (2006). Super Light har även varit framgångsrik i Frankrike och vunnit flera lopp på Vincennesbanan.
Sedan Super Light avslutat sin tävlingskarriär verkar han som avelshingst i Italien. Hans mest framgångsrika avkomma är B.B.S.Sugarlight, som sprang in 9,5 miljoner kronor.